# Gualtiero Tumiati
Gualtiero Tumiati (8 de mayo de 1876 – 23 de abril de 1971) fue un actor teatral y cinematográfico de nacionalidad italiana.

## Biografía
Nacido en Ferrara, Italia, Tumiati estudió en Florencia, y en dicha ciudad se formó en los cursos de interpretación de Luigi Rasi. Sin embargo, Tumiati se graduó en derecho, y durante un tiempo practicó la profesión en el bufete de su padre, un destacado abogado, Sus hermanos eran Corrado, un escritor, Leopoldo, profesor universitario y jurista, y Domenico, un dramaturgo. Tumiati fue el tío del periodista y escritor Gaetano Tumiati y de Francesco Tumiati, héroe del antifascismo de Ferrara. 
Su debut artístico se produjo hacia los treinta años de edad, en compañías teatrales locales, aunque pronto destacaron sus habilidades interpretativas. En 1910, con la obra Cyrano de Bergerac, obtuvo el papel que le hizo convertirse en una estrella. Con el inicio de la Primera Guerra Mundial, Tumiati participó en espectáculos dedicados al entretenimiento de la tropa, y a partir de 1920 empezó a trabajar en grandes piezas teatrales, entre ellas Noche de reyes, de William Shakespeare, y Liliom, de Ferenc Molnár. 
En 1924, gracias al apoyo de mujer, la pintora Beryl Hight, fundó en Milán la "Sala Azzurra", uno de los primeros teatros de vanguardia. Además, en 1936 Silvio d'Amico le convenció para dar clases en la Academia Nacional de Arte Dramático, la cual dejó al siguiente año. 
En 1940 dirigió la Accademia dei filodrammatici de Milán, encontrándose entre sus estudiantes Giorgio Strehler y Paolo Grassi. 1958 fue el año de su retirada de la escena, aunque once años después volvió para interpretar a Tiresias, un personaje ciego como él mismo estaba, en Edipo rey, de Sófocles, bajo la dirección de Giorgio De Lullo en el Teatro de La Scala.
Tumiati trabajó en numerosos filmes de éxito, entre ellos Malombra (1942), Eugenia Grandet (1947), La figlia del capitano (1947), Il Cristo proibito (1951), Il mercante di Venezia (1953), Ulises (1955) y Guerra y paz (1955).
Gualtiero Tumiati falleció en Roma, Italia, en 1971, tras pasar ciego los últimos diez años de su vida asistido por su esposa, que murió el 6 de noviembre de 1970, pocos meses antes que él.

## Teatro
- La rappresentazione di Santa Uliva, Anónimo Florentino del siglo XIV, dirección de Gualtiero Tumiati y Beryl Tumiati, con Tullio Carminati, Anna Proclemer y Annibale Betrone. Cortile della Sapienza de Roma, (31 de agosto de 1944)
- Romeo y Julieta, de William Shakespeare, con Edda Albertini, Antonio Battistella y Lilla Brignone. Dirección de Renato Simoni, Teatro Romano de Verona, 26 de julio de 1947.

## Filmografía
- Casta diva, de Carmine Gallone (1935)
- Malombra, de Mario Soldati (1942)
- Piazza San Sepolcro, de Giovacchino Forzano (1943)
- La vida es bella, de Carlo Ludovico Bragaglia (1943)
- Vivere ancora, de Nino Giannini, Leo Longanesi (1944)
- L'adultera, de Duilio Coletti (1945)
- Le vie del peccato..., de Giorgio Pastina (1946)
- Amanti in fuga, de Giacomo Gentilomo (1946)
- Il passatore, de Duilio Coletti (1946)
- Tempeste d'anime, de Giacomo Gentilomo (1946)
- Daniele Cortis, de Mario Soldati (1947)
- Eugenia Grandet, de Mario Soldati (1947)
- La figlia del capitano, de Mario Camerini (1947)
- La leggenda di Faust, de Carmine Gallone (1948)
- L'uomo dal guanto grigio, de Camillo Mastrocinque (1948)
- Cuori sul mare, de Giorgio Bianchi (1949)
- Cristo proibito, de Curzio Malaparte (1950)
- L'edera, de Augusto Genina (1950)
- Il ladro di Venezia, de John Brahm (1950)
- Le avventure di Mandrin, de Mario Soldati (1951)
- I figli di nessuno, de Raffaello Matarazzo (1951)
- Il sogno di Zorro, de Mario Soldati (1952)
- Menzogna, de Ubaldo Maria Del Colle (1952)
- Il tenente Giorgio, de Raffaello Matarazzo (1952)
- I tre corsari, de Mario Soldati (1952)
- Processo alla città, de Luigi Zampa (1952)
- Noi peccatori, de Guido Brignone (1952)
- Don Camillo, de Julien Duvivier (1952)
- Chi è senza peccato, de Raffaello Matarazzo (1952)
- Il mercante di Venezia, de Pierre Billon (1952)
- La nave delle donne maledette, de Raffaello Matarazzo (1953)
- Rigoletto e la sua tragedia, de Flavio Calzavara (1954)
- Ulises, de Mario Camerini (1954)
- Il tesoro di Montecristo, de Robert Vernay (1954)
- La vendetta di Montecristo, de Robert Vernay (1954)
- Guai ai vinti, de Raffaello Matarazzo (1954)
- Guerra y paz, de King Vidor (1956)

## Radio
- Anime in fondo al mare, drama de Carlo Manzini, con Sandro De Macchi, Vittorio Sanipoli y Rodolfo Martini, dirección de Alberto Casella, 20 de noviembre de 1939.